# Пираты Карибского моря (серия фильмов)
«Пираты Карибского моря» (англ. Pirates of the Caribbean) — серия приключенческих фильмов о пиратах в Карибском море, режиссёрами которых выступили Гор Вербински (1—3 части), Роб Маршалл (4-я часть), Эспен Сандберг и Йоахим Рённинг (5-я часть). Сценарий к фильмам писали Терри Россио и Тед Эллиот (1—4 части), Джефф Натансон (5-я часть), а спродюсированы они были Джерри Брукхаймером. Фильмы были сняты после открытия аттракционов в Диснейленде, а также при поддержке кинокомпании Walt Disney Pictures. Сюжеты фильмов соединяют воедино и преобразовывают многочисленные мифы, легенды и реальные истории, связанные с кораблями и пиратами. В частности, новую интерпретацию приобретает легенда о корабле-призраке Летучем голландце.
Главные герои франшизы — пиратский капитан Джек Воробей (Джонни Депп), кузнец и сын пирата Уилл Тёрнер (Орландо Блум) и дочь губернатора Элизабет Суонн (Кира Найтли). В то время как пиратский/британский капитан Гектор Барбосса (Джеффри Раш) и пиратский боцман Джошами Гиббс (Кевин МакНелли) следуют за их приключениями. Также главными героями являются в четвёртой части — Анжелика (Пенелопа Крус) и её отец Черная Борода (Иэн Макшейн), в пятой части — сын Тёрнеров Генри Тёрнер (Брентон Туэйтес), дочь Барбоссы Карина Смит (Кая Скоделарио) и заклятый враг Джека Армандо Салазар (Хавьер Бардем).
Первый фильм серии — «Пираты Карибского моря: Проклятие Чёрной жемчужины» — вышел 9 июля 2003 года. Успех картины побудил Walt Disney Pictures сделать трилогию, сняв ещё два фильма.
7 июля 2006 года последовало продолжение — «Пираты Карибского моря: Сундук мертвеца». Фильм собрал более миллиарда долларов в мировом прокате, что поставило его на третье место в списке самых кассовых фильмов (по состоянию на 2006 год).
25 мая 2007 года состоялась премьера третьего фильма — «Пираты Карибского моря: На краю света». Общие сборы всей трилогии составили более 2 млрд долларов. В сентябре 2008 года Джонни Депп подписал контракт на съёмки в четвёртом фильме серии.
«Пираты Карибского моря: На странных берегах» вышел 20 мая 2011 года в форматах 2D, IMAX, 3D и IMAX 3D.
Пятый фильм саги под названием «Пираты Карибского моря: Мертвецы не рассказывают сказки» (англ. Pirates of the Caribbean: Dead Men Tell No Tales) вышел 25 мая 2017 года.

## Фильмы

### Полнометражные
| Фильм                           | Дата выпуска в США | Режиссёр(ы)                     | Автор(ы) сценария         | Сюжет                                                  | Продюсер          |
| ------------------------------- | ------------------ | ------------------------------- | ------------------------- | ------------------------------------------------------ | ----------------- |
| Проклятие Чёрной жемчужины      | 9 июля 2003        | Гор Вербински                   | Тед Эллиот и Терри Россио | Тед Эллиот и Терри Россио, Стюарт Битти и Джей Вулперт | Джерри Брукхаймер |
| Сундук мертвеца                 | 7 июля 2006        | Гор Вербински                   | Тед Эллиот и Терри Россио | Тед Эллиот и Терри Россио                              | Джерри Брукхаймер |
| На краю света                   | 25 мая 2007        | Гор Вербински                   | Тед Эллиот и Терри Россио | Тед Эллиот и Терри Россио                              | Джерри Брукхаймер |
| На странных берегах             | 20 мая 2011        | Роб Маршалл                     | Тед Эллиот и Терри Россио | Тед Эллиот и Терри Россио                              | Джерри Брукхаймер |
| Мертвецы не рассказывают сказки | 26 мая 2017        | Йоахим Рённинг и Эспен Сандберг | Джефф Натансон            | Джефф Натансон и Терри Россио                          | Джерри Брукхаймер |
| День в море                     | TBA                | Йоахим Рённинг                  | Тед Эллиот и Крейг Мейзин | Тед Эллиот и Крейг Мейзин                              | Джерри Брукхаймер |

### Короткометражный
| Фильм                       | Дата выпуска в США   | Режиссёр           | Авторы сценария           | Продюсер    |
| --------------------------- | -------------------- | ------------------ | ------------------------- | ----------- |
| Истории кодекса: Замужество | 18 октября 2011 года | Джеймс Уорд Биркит | Тед Эллиот и Терри Россио | Леора Гласс |

## Создание

### Первый фильм
Съёмки фильма начались 9 октября 2002 года и завершилась 7 марта 2003 года. Основным местом съёмки стал остров Сент-Винсент. Также съёмки велись в Лос-Анджелесе.

### Второй и третий фильмы
Съёмки сиквела и триквела начались одновременно 28 февраля 2005 года в 8:30 утра.
Съёмки фильма «Сундук мертвеца» закончились 1 марта 2006 года, а съёмки «На краю света» завершились 10 января 2007 года.

### Четвёртый фильм
15 июня 2010 года на Гавайях были начаты съёмки четвёртого фильма, которые продлились до 19 ноября того же года.

### Пятый фильм
Первые слухи о предстоящих съёмках пятой саги появились ещё до выхода четвёртого фильма — в конце 2010 года.
14 января 2011 года было подтверждено, что Терри Россио напишет сценарий для пятой части, на этот раз без своего соавтора Теда Эллиотта, однако 12 января 2013 года журнал Variety разместил на своём официальном сайте сообщение о том, что возможно, сценаристом пятой части станет Джефф Натансон, написавший сценарии к фильмам «Час пик» и «Поймай меня, если сможешь».
Джонни Депп сказал, что он был бы счастлив вернуться в качестве капитана Джека Воробья, отметив: «Пока нам удаётся складывать части истории в единое целое, я вполне определённо рассматриваю эту возможность». Желание вернуться во франшизу высказал и Орландо Блум, герой которого женился на своей возлюбленной Элизабет Суонн и стал бессмертным капитаном «Летучего Голландца» в конце третьей части. Через некоторое время Депп подтвердил своё участие в пятом фильме. 29 мая 2013 года было объявлено, что снимать фильм будут норвежские режиссёры Йоахим Рённинг и Эспен Сандберг.
22 августа 2013 года стало известно название пятого фильма — «Dead Men Tell No Tales» («Мертвецы не рассказывают сказки»).

### Шестой фильм
Незадолго до премьеры фильма «На странных берегах» стало известно, что компания Disney планирует снимать пятый и шестой фильмы один за одним, хотя в итоге был снят только пятый фильм. В марте 2017 года режиссёр Йоахим Рённинг заявил, что «Мертвецы не рассказывают сказки» — это только начало последнего приключения, подтвердив, что это будет не последний фильм серии. В сентябре того же года продюсер Джерри Брукхаймер сообщил, что ещё одни «Пираты Карибского моря» находятся в разработке. В октябре того же года Кая Скоделарио заявила, что она подписала контракт на возвращение в шестом фильме. Вскоре после этого стало известно, что Рённинг будет режиссёром нового фильма. В мае 2020 года Брукхаймер сообщил, что первый вариант сценария шестого фильма скоро будет закончен, но не подтвердил участия Джонни Деппа в будущем фильме. 20 апреля 2022 года во время судебного процесса по делу о клевете против бывшей жены Эмбер Херд Депп заявил, что не заинтересован в работе над новым фильмом серии «Пираты Карибского моря», сославшись на напряженные отношения с Disney после того, как его исключили из франшизы до вынесения вердикта по его делу. В ноябре 2022 года стало известно, что Джонни Депп всё же вернётся к роли Джека Воробья и снимется в картине, но вскоре эта новость была опровергнута. Съёмки должны начаться в конце 2025 года под предварительным названием «День в море».

## Актёры и персонажи
| Персонаж                        | Фильм                                                      | Фильм             | Фильм             | Фильм               | Фильм                                       |
| Персонаж                        | Проклятие Чёрной жемчужины                                 | Сундук мертвеца   | На краю света     | На странных берегах | Мертвецы не рассказывают сказки             |
| ------------------------------- | ---------------------------------------------------------- | ----------------- | ----------------- | ------------------- | ------------------------------------------- |
| Капитан Джек Воробей            | Джонни Депп                                                | Джонни Депп       | Джонни Депп       | Джонни Депп         | Джонни ДеппЭнтони Де Ла Торре (в молодости) |
| Гектор Барбосса                 | Джеффри Раш                                                | Джеффри Раш       | Джеффри Раш       | Джеффри Раш         | Джеффри Раш                                 |
| Джошами Гиббс                   | Кевин Макнелли                                             | Кевин Макнелли    | Кевин Макнелли    | Кевин Макнелли      | Кевин Макнелли                              |
| Уилл Тёрнер                     | Орландо БлумДилан Смит (в детстве)                         | Орландо Блум      | Орландо Блум      |                     | Орландо Блум                                |
| Элизабет Суонн/Тёрнер           | Кира НайтлиЛюсинда Дрейсек (в детстве)                     | Кира Найтли       | Кира Найтли       |                     | Кира Найтли                                 |
| Марти                           | Мартин Клебба                                              | Мартин Клебба     | Мартин Клебба     |                     | Мартин Клебба                               |
| Джеймс Норрингтон               | Джек Дэвенпорт                                             | Джек Дэвенпорт    | Джек Дэвенпорт    |                     |                                             |
| Уэзерби Суонн                   | Джонатан Прайс                                             | Джонатан Прайс    | Джонатан Прайс    |                     |                                             |
| Пинтел                          | Ли Аренберг                                                | Ли Аренберг       | Ли Аренберг       |                     |                                             |
| Раджетти                        | Маккензи Крук                                              | Маккензи Крук     | Маккензи Крук     |                     |                                             |
| Коттон                          | Дэвид Бэйли                                                | Дэвид Бэйли       | Дэвид Бэйли       |                     |                                             |
| Скарлетт                        | Лоурен Мехер                                               | Лоурен Мехер      | Лоурен Мехер      |                     |                                             |
| Жизель                          | Ванесса Бренч                                              | Ванесса Бренч     | Ванесса Бренч     |                     |                                             |
| Капитан-лейтенант Теодор Гроувз | Грег Эллис                                                 |                   | Грег Эллис        | Грег Эллис          |                                             |
| Маллрой                         | Энгус Барнетт                                              |                   | Энгус Барнетт     |                     | Энгус Барнетт                               |
| Мёртогг                         | Джиллз Нью                                                 |                   | Джиллз Нью        |                     | Джиллз Нью                                  |
| Лейтенант Джиллетт              | Дэмиан О’Хейр                                              |                   |                   | Дэмиан О’Хейр       |                                             |
| Анна-Мария                      | Зои Салдана                                                |                   |                   |                     |                                             |
| Мистер Браун                    | Ральф П.Мартин                                             |                   |                   |                     |                                             |
| Прихлоп Билл Тёрнер             | Упоминание                                                 | Стеллан Скарсгард | Стеллан Скарсгард |                     |                                             |
| Дейви Джонс                     | Упоминание (в оригинальной версии — «Тайник Дейви Джонса») | Билл Найи         | Билл Найи         |                     | Призрак во сне Уилла                        |
| Катлер Беккет                   |                                                            | Том Холландер     | Том Холландер     |                     |                                             |
| Тиа Дальма / Калипсо            |                                                            | Наоми Харрис      | Наоми Харрис      |                     |                                             |
| Мёрсер                          |                                                            | Дэвид Скофилд     | Дэвид Скофилд     |                     |                                             |
| Капитан Тиг                     |                                                            |                   | Кит Ричардс       | Кит Ричардс         | Александр Шеер (в молодости)                |
| Генри Тёрнер                    |                                                            |                   |                   |                     | Брентон ТуэйтесЛевис Макгоуэн (в детстве)   |
| Сяо Фэнь                        |                                                            |                   | Чоу Юньфат        |                     |                                             |
| Тай Юань                        |                                                            |                   | Риггай Ли         |                     |                                             |
| Шеваль                          |                                                            |                   | Марчел Юреш       |                     |                                             |
| Аман                            |                                                            |                   | Газзэн Мэззоуд    |                     |                                             |
| Эдуардо Вэльянуэва              |                                                            |                   | Серхио Кальдерон  |                     |                                             |
| Госпожа Чинь                    |                                                            |                   | Такаё Фишер       |                     |                                             |
| Шри Сумбаджи                    |                                                            |                   | Маршал Манеш      |                     |                                             |
| Жокар                           |                                                            |                   | Хэйким-Кай Кэйжим |                     |                                             |
| Скрам                           |                                                            |                   |                   | Стивен Грэм         | Стивен Грэм                                 |
| Эдвард Тич / Чёрная Борода      |                                                            |                   |                   | Иэн Макшейн         | Упоминание                                  |
| Анжелика                        |                                                            |                   |                   | Пенелопа Крус       |                                             |
| Филип Свифт                     |                                                            |                   |                   | Сэм Клафлин         |                                             |
| Сирена                          |                                                            |                   |                   | Астрид Берже-Фрисбэ |                                             |
| Саламан                         |                                                            |                   |                   | Пол Бэйзи           |                                             |
| Испанский командир              |                                                            |                   |                   | Оскар Хаэнеда       |                                             |
| Король Георг II                 |                                                            |                   |                   | Ричард Гриффитс     |                                             |
| Армандо Салазар                 |                                                            |                   |                   |                     | Хавьер Бардем                               |
| Карина Смит                     |                                                            |                   |                   |                     | Кая Скоделарио                              |
| Шанса                           |                                                            |                   |                   |                     | Гольшифте Фарахани                          |
| Скарфилд                        |                                                            |                   |                   |                     | Дэвид Уэнем                                 |
| Крэмбл                          |                                                            |                   |                   |                     | Адам Браун                                  |
| Дядя Джек                       |                                                            |                   |                   |                     | Пол Маккартни                               |

## Съёмочная группа
| Роль       | Фильм                                | Фильм                                | Фильм                                | Фильм                                | Фильм                                |
| Роль       | Проклятие Чёрной жемчужины           | Сундук мертвеца                      | На краю света                        | На странных берегах                  | Мертвецы не рассказывают сказки      |
| ---------- | ------------------------------------ | ------------------------------------ | ------------------------------------ | ------------------------------------ | ------------------------------------ |
| Режиссёр   | Гор Вербински                        | Гор Вербински                        | Гор Вербински                        | Роб Маршалл                          | Йоахим Рённинг                       |
| Режиссёр   | Гор Вербински                        | Гор Вербински                        | Гор Вербински                        | Роб Маршалл                          | Эспен Сандберг                       |
| Продюсер   | Джерри Брукхаймер                    | Джерри Брукхаймер                    | Джерри Брукхаймер                    | Джерри Брукхаймер                    | Джерри Брукхаймер                    |
| Сценарист  | Терри Россио (сценарии 1-4, сюжет 5) | Терри Россио (сценарии 1-4, сюжет 5) | Терри Россио (сценарии 1-4, сюжет 5) | Терри Россио (сценарии 1-4, сюжет 5) | Терри Россио (сценарии 1-4, сюжет 5) |
| Сценарист  | Тед Эллиотт                          | Тед Эллиотт                          | Тед Эллиотт                          | Тед Эллиотт                          | Джефф Натансон                       |
| Сценарист  | Стюарт Битти (сюжет)                 |                                      |                                      | Тим Пауэрс (книга)                   | Джефф Натансон                       |
| Сценарист  | Джей Уолперт (сюжет)                 |                                      |                                      | Тим Пауэрс (книга)                   | Джефф Натансон                       |
| Композитор | Ханс Циммер                          | Ханс Циммер                          | Ханс Циммер                          | Ханс Циммер                          | Джефф Дзанелли                       |
| Композитор | Клаус Баделт                         |                                      |                                      |                                      | Джефф Дзанелли                       |
| Оператор   | Дариуш Вольский                      | Дариуш Вольский                      | Дариуш Вольский                      | Дариуш Вольский                      | Пол Кэмерон                          |

## Сборы
| Фильм                           | Кассовые сборы (долл.), в том числе: | Кассовые сборы (долл.), в том числе: | Кассовые сборы (долл.), в том числе: | Бюджет (долл.) | Источник |
| Фильм                           | США и Канада                         | Другие страны                        | Всего                                | Бюджет (долл.) | Источник |
| Проклятие Чёрной жемчужины      | 305 413 918                          | 348 850 097                          | 654 264 015                          | 140 000 000    | [ 29 ]   |
| Сундук мертвеца                 | 423 315 812                          | 642 863 913                          | 1 066 179 725                        | 225 000 000    | [ 30 ]   |
| На краю света                   | 309 420 425                          | 654 000 000                          | 963 420 425                          | 300 000 000    | [ 31 ]   |
| На странных берегах             | 241 071 802                          | 804 642 000                          | 1 045 713 802                        | 378 500 000    | [ 32 ]   |
| Мертвецы не рассказывают сказки | 172 558 876                          | 622 302 918                          | 794 861 794                          | 230 000 000    | [ 33 ]   |
| Итого                           | 1 451 780 833                        | 3 072 658 928                        | 4 524 439 761                        | 1 274 000 000  |          |

## Награды

#### Премия «Оскар»
Вместе первые три фильма были номинированы на 11 премий Оскар, из которых была выиграна одна награда.
| Категория                            | Фильм                      | Фильм           | Фильм         | Фильм               | Фильм                           |
| Категория                            | Проклятие Чёрной жемчужины | Сундук мертвеца | На краю света | На странных берегах | Мертвецы не рассказывают сказки |
| ------------------------------------ | -------------------------- | --------------- | ------------- | ------------------- | ------------------------------- |
| Лучшая мужская роль                  | Номинация (Джонни Депп)    |                 |               |                     |                                 |
| Лучшая работа художника-постановщика |                            | Номинация       |               |                     |                                 |
| Лучший грим                          | Номинация                  |                 | Номинация     |                     |                                 |
| Лучший звуковой монтаж               | Номинация                  | Номинация       |               |                     |                                 |
| Лучший звук                          | Номинация                  | Номинация       |               |                     |                                 |
| Лучшие визуальные эффекты            | Номинация                  | Победа          | Номинация     |                     |                                 |